# Оброк (Руднянский район)
Оброк — деревня в Руднянском районе Смоленской области России. Входит в состав Понизовского сельского поселения. По состоянию на 2007 год постоянного населения не имеет. 
Расположена в западной части области в 44 км к северо-востоку от Рудни, в 35 км западнее автодороги Р133 Смоленск — Невель. В 42 км юго-западнее деревни расположена железнодорожная станция Рудня на линии Смоленск — Витебск.

## История
В годы Великой Отечественной войны деревня была оккупирована гитлеровскими войсками в июле 1941 года, освобождена в октябре 1943 года.